# Roberto Verganti
Roberto Verganti, född 1964, är en italiensk professor i företagsekonomi verksam i Sverige.

## Karriär
Roberto Verganti är professor i företagsekonomi med inriktning mot Innovation och ledarskap vid Handelshögskolan i Stockholm. Har är verksam vid House of Innovation och leder tillsammans med Mattia Bianchi The Garden – Center for Leadership and Design. Hans forskning rör sig i gränslandet mellan ledarskap, design och teknologisk strategi. Han är också visiting lecturer vid Harvard Business School där han undervisar i Design Theory and Practice. Roberto är ambassadör för Europeiska innovationsrådet (EIC) vid EU-kommissionen och medgrundare av Leadin’Lab, ett laboratorium kring Ledarskap, Design och Innovation vid School of Management of Politecnico di Milano.